# Рожњава
Рожњава (слч. Rožňava, мађ. Rozsnyó) град је у Словачкој, у оквиру Кошичког краја.

## Географија
Рожњава је смештена у јужном делу државе, близу границе са Мађарском (12 километара јужно од града). Главни град државе, Братислава, налази се 340 km западно од града.
Рељеф: Рожњава се развила у југоисточном подгорју Татри. Град се развио у области горњег слика реке Слане на преко 300 m надморске висине. Јужно од града издиже се планина Словачки Крас, док се северно издижу Воловски врхи.
Клима: Клима у Рожњави је умерено континентална.
Воде: Кроз Рожнаву протиче река Слана.

## Историја
Људска насеља на овом простору датирају још из праисторије. Насеље под данашњим именом први пут се спомиње у 1291. г., а 1410. г. насеље је добило градска права. Током следећих векова град је био у саставу Угарске као обласно трговиште.
Крајем 1918. г. Рожњава је постала део новоосноване Чехословачке. У времену 1938-44. године град је био враћен Хортијевој Мађарској, али је поново враћен Чехословачкој после рата. У време комунизма град је нагло индустријализован, па је дошло до наглог повећања становништва. После осамостаљења Словачке град је постао њено значајно средиште, али је дошло и до проблема везаних за преструктурирање привреде.

## Становништво
| Година:    | 1994.  | 2004.   | 2014.   | 2024.    |
| ---------- | ------ | ------- | ------- | -------- |
| Број људи: | 19 602 | 19 226  | 19 450  | 16 857   |
| Разлика:   |        | -1,91 % | +1,16 % | -13,33 % |

| Година:    | 2023.  | 2024.   |
| ---------- | ------ | ------- |
| Број људи: | 16 932 | 16 857  |
| Разлика:   |        | -0,44 % |

Данас Рожњава има нешто мање од 20.000 становника и последњих година број становника опада.
Етнички састав: По попису из 2001. г. састав је следећи:
- Словаци - 50%,
- Мађари - 22%,
- Роми - 28%,
- Чеси - 0,7%%,
- остали.

Верски састав: По попису из 2001. г. састав је следећи:
- римокатолици - 41,1%,
- атеисти - 32,3%%,
- гркокатолици - 1,3%,
- остали.

## Партнерски градови
- Будимпешта V округ
- Гларус
- Серенч
- Чешки Тјешин
- Ћешин
- Бачка Топола

## Галерија
- Поглед на Рожњаву
- Главна римокатоличка црква
- Градски торањ
- Средишњи трг у Рожњави